# Dicladocera bellicosa
Dicladocera bellicosa är en tvåvingeart som först beskrevs av Juan Brèthes 1910.  Dicladocera bellicosa ingår i släktet Dicladocera och familjen bromsar. Inga underarter finns listade i Catalogue of Life.